# Karl von Brandt
Karl Brandt, seit 1881 Ritter von Brandt (* 24. Mai 1816 in Königshofen; † 8. März 1890 in München) war ein bayerischer Generalleutnant.

## Leben
Brandt war der Sohn eines Landrichters. Er erhielt Privatunterricht für die Ausmusterungsprüfung im Kadettenkorps und trat am 7. Juni 1832 als freiwilliger Unterkanonier in das 2. Artillerie-Regiment der Bayerischen Armee ein. Dort avancierte er Ende Dezember 1841 zum Unterleutnant und kam Ende August 1848 unter Beförderung zum Oberleutnant in das 1. Artillerie-Regiment. Brandt stieg Ende März 1855 zum Hauptmann I. Klasse auf. Kurz vor dem Beginn des Krieges gegen Preußen wurde er am 20. Mai 1866 Major im 4. Artillerie-Regiment und nahm während des Mainfeldzuges an den Kämpfen bei Kissingen, Helmstett und Uettingen sowie Roßbrunn teil. Für sein Verhalten vor dem Feind wurde er durch Armee-Befehl vom 9. September 1866 belobigt.
Am 29. Juli 1868 erfolgte seine Ernennung zum Artilleriedirektor der Bundesfestung Ulm. In dieser Eigenschaft zeichnete ihn König Ludwig II. Ende Dezember 1869 mit dem Ritterkreuz I. Klasse des Verdienstordens vom Heiligen Michael aus. Am 1. Februar 1870 wurde Brandt Oberstleutnant und erhielt im Herbst 1871 die Erlaubnis zur Annahme des Roten Adlerordens III. Klasse sowie des Komturkreuzes II. Klasse des Friedrichs-Ordens mit Schwertern.
Mit der Versetzung in das 3. Feldartillerie-Regiment „Königin Mutter“ kehrte Brandt am 7. Februar 1873 in den Truppendienst zurück. Unter Beförderung zum Oberst war er vom 1. Mai 1873 bis zum 10. April 1874 Kommandeur des 2. Feldartillerie-Regiments und anschließend in gleicher Eigenschaft beim 3. Feldartillerie-Regiment „Mutter König“ tätig. Am 19. Oktober 1876 erfolgte seine Ernennung zum Kommandanten von Ingolstadt. In dieser Eigenschaft rückte Brandt am 1. Dezember 1878 zum Generalmajor auf, wurde durch Ludwig II. am 28. Dezember 1880 mit dem Ritterkreuz des Verdienstordens der Bayerischen Krone beliehen und durfte sich nach Eintragung in die Adelsmatrikel am 4. Februar 1881 „Ritter von Brandt“ nennen. Am 24. Mai 1881 verlieh ihm der König für seine ehrenvoll zurückgelegte fünfzigjährige Dienstzeit das Ehrenkreuz des Ludwigsordens. Brandt wurde am 22. Februar 1883 mit der Wahrnehmung der Geschäfte des Gouverneurs von Ingolstadt beauftragt und am 3. März 1884 mit dem Charakter als Generalleutnant zur Disposition gestellt.